# テングザル
テングザル（天狗猿、学名: Nasalis larvatus）は、霊長目オナガザル科テングザル属に分類されるサル。本種のみでテングザル属を構成する。

## 分布
ボルネオ島（インドネシア、ブルネイ、マレーシア）

## 形態
頭胴長（体長）オス66 - 76.2センチメートル、メス53.3 - 60.9センチメートル。尾長オス66 - 67センチメートル、メス55 - 62センチメートル。体重オス21.2キログラム、メス10キログラム。胴体は赤褐色、頬や尻・四肢・尾は淡灰色。
指趾の間には水かきがある。鼻は長く伸びる。属名Nasalisはラテン語の「鼻」に由来し。種小名larvatusは「仮面をつけた」の意。
出産直後の幼獣の顔は青い。オスの成獣の鼻は、特に大型で長い。陰茎は赤みを帯びたピンク色で、陰嚢は黒い。

## 分類
ボルネオ島北東部の個体群を亜種N. l. orientalisとして分割する説もあるが、この亜種を認めない説もある。

## 生態
マングローブ林、湿地林、河辺林などに生息する。樹上棲。1頭のオスとメスからなる小規模な群れを形成して生活する。薄明薄暮時に小規模な群れ同士が集合し、約80頭の群れを形成することもある。雌雄ともに、群れから群れへ行き来する。泳ぎは上手く、水中で20メートルの距離を泳いだ例もある。驚くと樹上から水面に跳びこむこともあり、地上15メートルの樹上から水面に飛びこんだ例もある。
マレーシアのKinabatangan川周辺の個体群での2000 - 2001年および2005 - 2006年の観察例から、霊長類では初めて自然下で吐き戻しおよび咀嚼という反芻に似た行動が確認された。捕食者としてウンピョウ類、マレーグマ、キングコブラ、アミメニシキヘビ、イリエワニ、マレーガビアル、ミズオオトカゲが挙げられる。
繁殖様式は胎生。妊娠期間は166日。1回に1頭の幼獣を産む。授乳期間は7か月。

## 人間との関係
生息地では食用とされたり、消化器官内で見つかる結石が薬用になると信じられている。
森林伐採や農地開発・森林火災・採掘・エビの養殖池への転換などによる生息地の破壊、食用や薬用の狩猟などにより生息数は激減している。1975年のワシントン条約発効時から、（1983 - 1995年はテングザル属単位で）附属書Iに掲載されている。生息地では、狩猟・捕獲が禁止されている。一方でこれらは周知や資金不足・不十分な管理により、徹底されていないという問題がある。
日本では2021年の時点でナサリス・ラルヴァトゥスとして特定動物に指定され、2019年6月には愛玩目的での飼育が禁止された（2020年6月に施行）。

## 画像

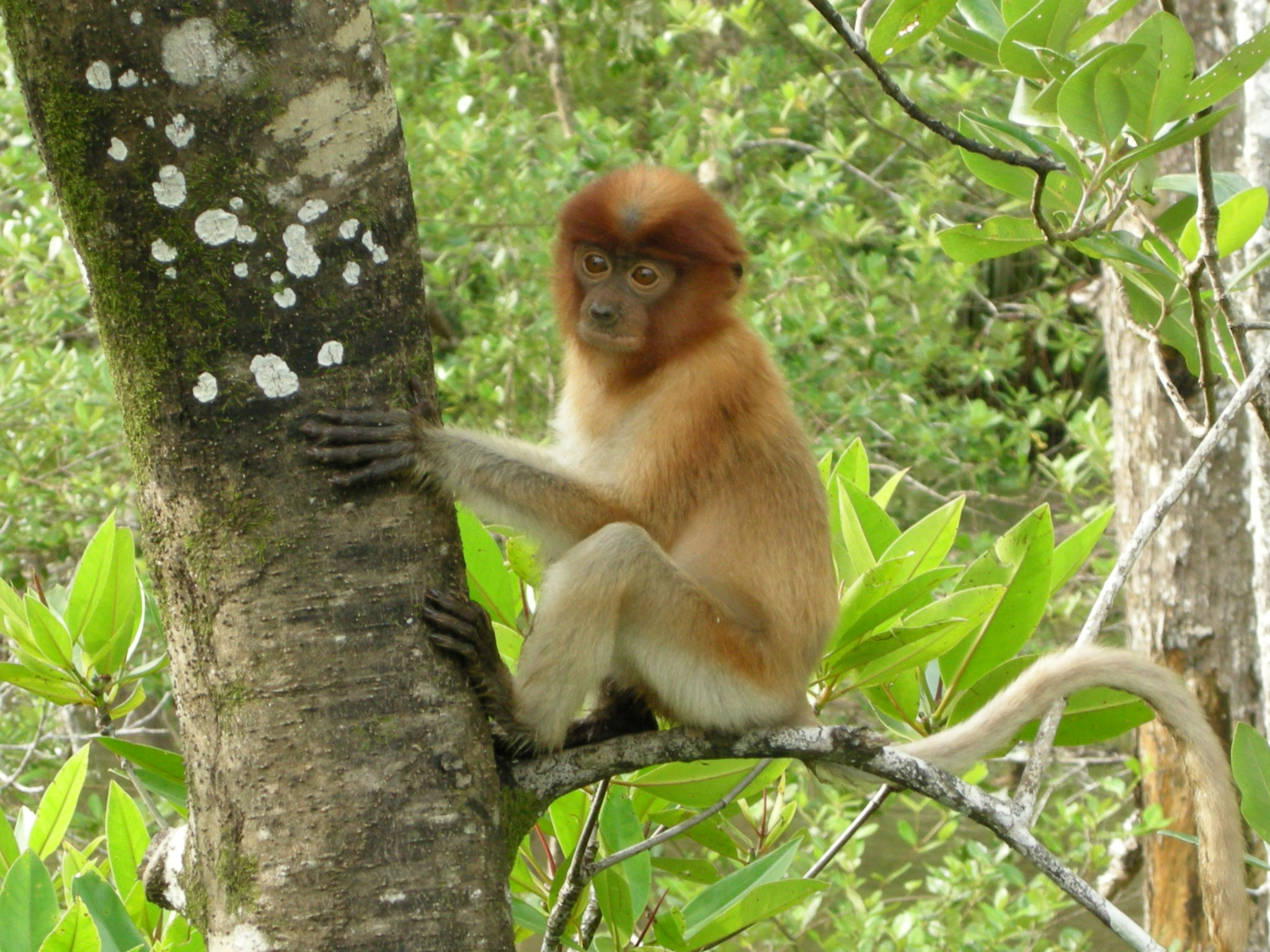
幼獣